# Navoiy
Navoiy is een stad in Oezbekistan en is de hoofdplaats van de viloyat Navoiy.
Navoiy telt ongeveer 125.800 inwoners. Ten tijde van de Sovjet-Unie stond de stad bekend onder de Russische naam Navoi (Russisch: Навои).